# 도널드 모덴
도널드 모덴(Donald Morden)은 SNK 플레이모어의 게임 메탈슬러그에 등장하는 가상의 등장인물이다.

## 프로필
- 본명 : 도널드 모덴(Donald Morden)
- 별명 : 데블 리버스(Devil Rebirth)
- 성별 : 남자
- 출신지 : 캐나다 뉴 브런즈윅 주
- 국적 : 캐나다
- 계급 : 반란군 최고 사령관(원수)
- 생일 : 1973년 1월 24일
- 키 : 192cm
- 몸무게 : 113kg
- 혈액형 : AB형
- 취미 : 사냥, 통나무 오두막 짓기
- 좋아하는 음식 : 연어 크림 스파게티
- 좋아하는 것 : 일을 일사천리로 끝까지 처리하는 것
- 싫어하는 것 : 무지, 객관주의, 야심이 없는 인간
- 중요한 것 : 시가
- 특기 : 저격
- 말버릇 : 무지는 모든 악의 근원이다.(Ignorance is the root of all evil)

## 일생
캐나다 중산층에서 출생하여 대학을 수석으로 졸업하고 정규군 해병대에 입대했다. 정규군 정보국으로 전임하고, 해군 부사령관까지 역임했다. 그는 병사들에게 자주 호의를 베풀어 병사들 사이에서 깊은 존경과 신임을 얻었으며, 훌륭한 가장이기도 했다.
그러나 2023년 센트럴 파크 폭파 사건으로 아내와 딸이 사망하자 심한 충격을 받아 정규군에게서 등을 돌리고 반란군을 이끌어 쿠데타를 일으키게 된다.
그의 별명 '데블 리버스'(악마의 부활)는 미 대통령 습격 도중 그의 모습이 악마와 같았다는 것에서 유래한다.

## 특징
모덴 원수는 아돌프 히틀러의 모습과 닮아있다.(일부에서는 이라크의 사담 후세인과 닮았다는 의견이 있다.)  또한 모덴군의 휘장인 X자도 나치의 하켄크로이츠와 닮아있으며 모덴군의 모든 것이 나치 독일 군대와 비슷하다. 
모덴이 저지른 잔혹한 전범과는 달리 자신은 배려심이 깊은 인물로 부하들에게는 신뢰도와 그에 대한 충성심이 높다. 실제 모티브로 한 아돌프 히틀러 역시 잔혹한 독재자였지만 개인적으로 친분이 있는 사람들에게는 다정다감한 성격이였다고 한다.
주로 모덴 원수가 게임에 등장할때는 혼자서 등장하지 않고 하이-도나 헤어버스트 리버스같은 전투기에 탑승하여 등장한다. 플레이어와 전투할때는 항상 바주카를 가지고 다니며 가끔 바주카를 발사한다.

## 등장
모덴 원수는 모덴군의 총 사령관인 만큼 모덴군이 등장한 버전중 5를 제외한 버전에서는 모두 등장하였다.

### 메탈슬러그 1
- 미션 2 : 모덴군의 전투기 헤어버스트 리버스를 타고 등장한다. 헤어버스트 리버스를 파괴하면 모덴 원수가 떨어지는데 이카-B가 와서 모덴 원수를 구하고 사라진다.
- 파이널 미션(미션 6) : 파이널 미션 다리 부근에서 모덴 원수가 자신의 경호헬기 하이-도를 타고 등장한다. 이 때 모덴 원수는 바주카로 다리를 파괴하며 플레이어는 미들선을 타고 모덴군 기지 끝자락까지 오게된다. 플레이어가 모덴군 기지에 도착하면 또다시 모덴 원수가 하이-도를 타고 등장하여 전투한다.

### 메탈슬러그 2, X
- 파이널 미션(미션 6) : 마지막에 스페이스 탱크를 타고 등장한다. 그러나 마즈인이 스페이스 탱크를 호위하고 있는 모덴군을 공격하고 다이만지로 모덴 원수를 납치한다. 이후 라그네임까지 격파한 후 마즈인이 다이만지로 모덴 원수를 풀어준다. 메탈슬러그 3에서 다이만지로 풀어준 모덴 원수가 가짜라고 생각하는 사람들이 많지만 메탈슬러그 3에서 플레이어가 납치될 때 모덴이 다이만지에 매달려 있는데 마즈인은 굳이 잡은 모덴을 다이만지에 묶어 보여주러 올 필요가 없었고, 모덴이 가짜였다면 라그네임으로 가서 복수를 할려는 레벨 아스트로를 개발자체를 하지 않았을 것이므로 다이만지에서 풀어준 모덴은 진짜이다.

### 메탈슬러그 3
- 파이널 미션 (미션 5): 메탈슬러그 1의 파이널 미션처럼 하이-도를 타고 등장한다. 하이-도를 파괴하면 모덴 원수가 방금전에 바꿔치기한 가짜임이 드러나고 마즈인이 1P 캐릭터를 납치한다. 라그네임 안으로 들어온 후 전기고문을 받다가 플레이어의 도움으로 탈출한다. 엔딩에서는 스페이스 탱크를 타고 날아간다.

### 메탈슬러그 4
- 미션 3 : 보스전에서 등장하며, 바주카 및 탑승한 아이언의 공격패턴을 이용하며 공격한다. 이 메카닉을 파괴하면 모덴 원수가 구출요청을 하게 되고 이후 등장하는 마크스넬 핼기가 모덴 원수를 구하고 사라진다.

### 메탈슬러그 6
- 미션 2: 보스전이 끝난 후 이벤트 영상에 등장한다.이 이벤트 영상에서 금성인의 등장을 언급하며 이때부터 플레이어와 모덴군, 화성인의 (임시)동맹이 결성된다.
- 파이널 미션(미션 7): 미션 4에서 루트마스 루트가 아닌 위쪽 루트를 선택했을 경우, 엔딩에서 스페이스 탱크를 타고 금성인에게 조종당했었던 플레이어와 같이(마즈인 유인 UFO에 탐) 아래로 떨어지는 플레이어를 구조한다.

### 메탈슬러그 7, XX
- 미션 1: 보스전이 끝난 후 이벤트 영상에서 나오며 이때 빅 게이트가 열리며 워프게이트에서 미래의 모덴군이 등장하게 된다.

- 파이널 미션(미션 7): 중간보스로 빅 게이트와 함께 출현한다. 전투 중, 빅 게이트만 공격할 수 있으며 모덴은 빅 게이트에게 지시하면 빅 게이트가 플레이어를 공격한다. 빅 게이트만 공격가능 모덴은 공격이 안통하며 모덴은 지시만 할 뿐 역시 공격하지 않는다 끝나면 빅 게이트가 터지는데 터질때 크라켄이 나와 모덴은 끌려간다. 마지막 보스전이 끝난 후 스탭 롤때 나온다. 정규군에게 남은 모덴군과 함께 체포되나 마즈인의 도움으로 구출돼서 도주하나 정규군에게 쫓기게 된다. 도주 중, 피오젤미가 쏜 총에 모덴군 하나는 죽게된다. 모덴은 계속 남은 모덴군과 도주한다.

## 같이 보기
- 모덴군